# Аполинарије Равенски
Аполинарије је био ученик апостола Петра. Овај светитељ је родом из града Антиохије. Свети Петар га је повео са собом из Антиохије у Рим, и у Риму га рукоположио за епископа града Равене. У хришћанској традицији помиње се да је дошавши у Равену Аполинарије ушао у дом некога војника Иринеја, коме је исцелио сина од слепила, и тако обратио цео дом у хришћанство. Исто тако хришћани верују да је исцелио од неке тешке болести и жену војеначалника Равенског, те се и његов сав дом крстио. По жељи војеначалника Аполинарије остао је у његовом дому на становању. Ту је направио и једну домаћу цркву. У том дому је живео 12 година, проповедајући Јеванђеље и крштавајући многобошце. Од многобожачких старешина је мучен у више махова, али се увек спашавао. Најзад је осуђен на прогонство у Илирик (на Балкан). Међутим лађа, на којој су путовали, разбила се од буре и потонула, и одсвих путника спасеио се само свети Аполинарије са два војника и три клирика своја. Војници који су се спасили поверовали су у Исуса Христа и крстили се. Тада је Аполинарије почео проповедати Јеванђеље по целом Балкану, спуштајући се до Дунава. По том се упутио у Тракију, где је такође под притиском великим широ хришћанство. После 3 године рада на Балкану протеран је натраг у Италију. Он је дошао у Равену, где су му се сви верни необично обрадовали. Чувши за ово старешине многобожачке су писали цару Веспазијану о Аполинарију као мађионичару, и питали га да ли да га убију као непријатеља њихових богова. На то је цар одговори, да га не треба убијати него само тражити да принесе жртву боговима, или да се из града протера, јер вели: „не приличи се да се светимо некоме за богове, јер они сами могу се осветити непријатељима својим, ако се прогњеве." Међутим и мимо ове царске наредбе многобошци су напали Аполинарија и ножевима га изболи. Од тешких рана овај светитељ је преминуо. Мошти светог Аполинарија налазе се у Равени, у цркви његовог имена. 
Српска православна црква слави га 23. јула по црквеном, а 5. августа по грегоријанском календару.